# Paolo Moretti
Paolo Moretti (1759–1804) var en romersk-katolsk präst, biskop, och apostolisk vikarie av Apostoliska vikariatet i Sverige 1795-1804.